# Венков, Борис Алексеевич
Борис Алексеевич Венков (13 августа (31 июля) 1900 год, Псковская губерния — 13 декабря 1962, Ленинград) — советский математик.

## Биография
Родился 31 июля (13 августа) 1900 года в деревне Кратково Псковской губернии. Его родители, Алексей Алексеевич и Федосья Сергеевна, были сельскими учителями.
В течение 1907—1917 годов воспитывался в Гатчинском сиротском институте, из которого был выпущен с золотой медалью. В 1918 году поступил на физико-математический факультет Петроградского (Ленинградского) университета. Одновременно, с 1920 года он был вынужден работать учителем математики в 35-й Советской трудовой школе им. Н. К. Крупской, добывая средства к жизни. Его первым научным руководителем стал профессор Я. В. Успенский. Немалое влияние оказал также И. М. Виноградов. В 1922 году были опубликованы его первые две математические работы, посвященные арифметике кватернионов.
Окончив в 1925 году университет, до 1928 года он работал в Главной геофизической обсерватории сотрудником II-го разряда. В это время им были написаны фундаментальные работы, посвящённые арифметике бинарных и тернарных квадратичных форм, включая знаменитую работу, содержавшую элементарное доказательство формул Дирихле для числа классов бинарных квадратичных форм. По совокупности этих работ Б. А. Венкову была присвоена сразу степень доктора физико-математических наук и в 1928 году он был приглашен в Математический институт им. В. А. Стеклова АН СССР на должность научного сотрудника I-го разряда.
С 1935 года — профессор Ленинградского университета, а с 1950 года — заведующий кафедрой высшей алгебры и теории чисел университета. Во время войны был эвакуирован в Омскую область, где два года преподавал в сельской школе. В эти годы были написаны работы, посвящённые спектру Маркова, опубликованные уже после войны. 
С 1930-х годов началось тесное сотрудничество Венкова с Б. Н. Делоне, которое определило новый круг его научных интересов — геометрия квадратичных форм и теория параллелоэдров. Наиболее важная работа этого периода: «О приведении положительных квадратичных форм». Также он стал автором абстрактной характеризации параллелоэдров.
Одновременно с работой в Ленинградском университете Б. А. Венков в разные годы преподавал в Ленинградском Политехническом и Педагогическом институтах.
Умер в Ленинграде 13 декабря 1962 года от сердечного приступа. Были напечатаны его избранные труды: «Исследования по теории чисел» (Л.: Наука : Ленингр. отд-ние, 1981. — 448 с. : ил., 2 л. портр.).
Сын — Борис Борисович Венков.

## Сочинения
- Элементарная теория чисел. — М.—Л., 1937.